# 丸善雄松堂
丸善雄松堂株式会社（まるぜんゆうしょうどう、英: MARUZEN-YUSHODO Company, Limited）は、日本の大手出版社、専門商社。文化施設の建築・内装、図書館業務のアウトソーシング等も行い、幅広い業務を手がけている。大日本印刷の子会社である丸善CHIホールディングスの完全子会社である。
登記上の本店は東京都中央区日本橋二丁目（日本橋丸善東急ビル）に、本社事務所は中央区新川一丁目にある。
丸善やマルゼンを名乗るかつての丸善石油（後:コスモ石油）、「チーかま」など珍味メーカーの丸善、業務用厨房機器メーカーのマルゼン、エアソフトガンメーカーのマルゼン、カー用品店のカーポートマルゼンとは無関係である。

## 丸善の社史概要

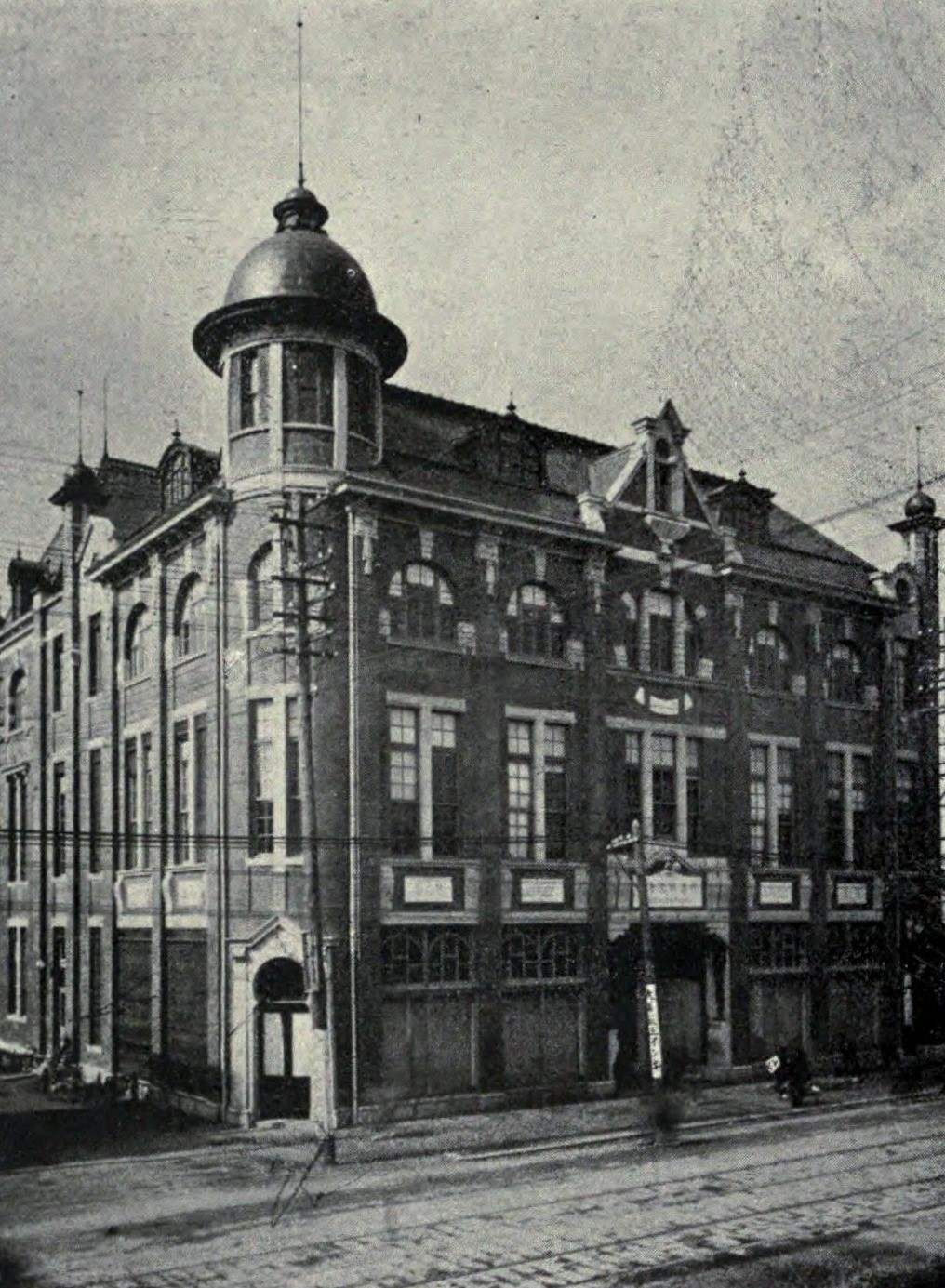
明治時代の丸善

### 創業
創業は、明治2年1月1日（1869年2月11日）。創業時の社名は「丸屋商社」その登記簿に、代表者として「丸屋善八」という架空の人物を記載したことから丸善の名が生まれることになった。最初の店舗である日本橋店は「丸屋善七店（英名Z.P.Maruya & Co.Ltd.）」を名乗る。創業者は福澤諭吉の門人・早矢仕有的（はやしゆうてき）である。和田垣謙三によればこの屋号は早矢仕が福沢と相談の上選定したものであり、元は「球善（まるぜん）」であり、球（たま）は地球を意味し、洋書を輸入販売することは知識を世界に求めることであるとの意味が込められているという。設立当初から、世襲が基本だった当時の商習慣を廃し、所有と経営を分離するなど、事実上日本初の近代的会社として知られる。丸善は近代日本における西洋の文化・学術紹介に貢献し、その紹介する商品によって培われた気風は「丸善文化」と呼ばれ、多くの文化人に愛された。また書店のみならず、学術情報から服飾・高級文具・建築まで幅広く手がけており、創業時よりの商社的性質が現在も残る。1947年には司忠が社長に就任してワンマン独裁宣言を行った。

### 近年の事業再構築・経営統合
1990年代、丸善の経営が悪化し、東証一部上場の同社株式は仕手株となった。1999年、プリンストン債事件に巻き込まれ、56億円もの多額の特別損失を計上した。
2004年9月、旧・日本橋店に代わる基幹店「丸の内本店」を丸の内オアゾに出店、日本橋店は一旦閉店して建て替えを実施する。2005年8月3日、経済産業省に提出した産業再生法に基づく事業再構築計画が認定され、登録免許税の軽減措置を受けることとなった。翌8月4日に、大和証券SMBCプリンシパル・インベストメンツから1000億円の出資を受け、同社が21.66%の筆頭株主となり、再構築計画を実施することとなる。2007年8月3日、大日本印刷(DNP)と資本・業務提携。同月10日の大和証券SMBCプリンシパル・インベストメンツからの株式譲渡、2008年5月13日と8月20日の第三者割当増資を経て、大日本印刷の子会社となる。
2009年9月、大日本印刷のプレスリリースにより、同社出資の下で、丸善株式会社、株式会社図書館流通センター、株式会社ジュンク堂書店の3社が経営統合する方針である旨を公表。2010年2月1日、丸善と図書館流通センターが事業持株会社 「CHIグループ株式会社」を設立し、株式移転を行い経営統合した。これにより丸善は上場廃止となり、代わりにCHIグループが新規上場した。2010年8月、店舗運営部門を分社し「丸善書店株式会社」を設立。2011年2月、ジュンク堂書店と丸善書店がCHIグループの子会社となる。出版事業部を分社化して「丸善出版株式会社」を設立し、同日付でCHIグループの完全子会社へ移行した。2011年5月、CHIグループが「丸善CHIホールディングス株式会社」に商号変更。2015年2月、丸善書店がジュンク堂書店を吸収合併し、商号を「株式会社丸善ジュンク堂書店」に変更した。2016年2月1日、丸善株式会社が雄松堂書店を吸収合併し、商号を「丸善雄松堂株式会社」に変更した。

### 大日本印刷以外との提携
- 2004年には、IT関係子会社を統合後、京セラコミュニケーションシステムと資本・業務提携し、新会社「京セラ丸善システムインテグレーション(KMSI)」を設立、27.3%を出資した（2016年に京セラコミュニケーションシステムが吸収合併）。
- 2007年6月26日に、Amazon.co.jpとオンラインストアの共同ブランドでの運営契約を締結し、8月28日からオンライン書店機能をAmazon.co.jpに移管して、「丸善オンラインストア」とした。2010年12月31日にて終了[9]。
- 2008年1月30日に、コンビニエンスストアチェーンのam/pmを運営する株式会社エーエム・ピーエム・ジャパンと業務提携し、4月に新業態店舗「丸善キャンパスショップ」を山梨学院大学・山梨学院短期大学キャンパス内に出店。以降、他の大学などでも展開。

### その他
2009年に創業140周年記念として限定万年筆の「檸檬」（新潮文庫版『檸檬』付属）と、夏目漱石が内田魯庵から贈られたオノトを再現した「漱石」（『こゝろ』直筆原稿の複写版が付属）を販売している。

## 丸善初期の主な店舗
- 日本橋店（日本橋丸善東急ビル） - 丸善の本来(登記上)の本店。地下鉄日本橋駅と直結。丸善1号店で、開店は1870年(明治3年)。2004年10月に建替えの為に一時閉店し、東急不動産による再開発を経て、2007年3月9日に営業を再開した。
- 名古屋栄店 (丸善名古屋ビル) - 1874年(明治7年)開店。創業初期から続く中部地区の旗艦店。東京建物の関連会社が所有していた入居ビル建替えの為2012年6月24日をもって退店。道路を挟み隣接する「丸栄」の6・7階へ移転し同年9月より営業再開。さらに、栄地区で平和不動産が2015年に新築するビルへ入居。2015年4月28日より新店舗（名古屋本店）での営業を開始した[10][11]。従来の丸栄内にある店舗も「名古屋栄店」[12]として営業を継続していたが、2015年11月23日に7F売場を閉鎖、2015年12月25日に6F売場を閉鎖し、丸栄から撤退する方針が明らかになった[13]。
- 京都河原町店（京都市中京区、閉店） - 三条通麩屋町にあった初代店舗は梶井基次郎の小説『檸檬』の舞台である。河原町通蛸薬師上ルにあった2代目店舗は2005年10月に閉店した。かつて京都市内の河原町通りには多数の書店が存在したが、近年、減少傾向にあるとされ、そうした書店撤退の流れの一つに位置づけられている[14]。閉店決定後には小説にちなんで多くのファンがレモンを置き残し、また『檸檬』の販売も急増した。なお、河原町三条の京都BALに同一グループのジュンク堂書店が進出していたが、2015年には同施設の改装に合わせて丸善として再出店を果たした[15]。
- 大阪心斎橋そごう店（2007年7月15日閉店） - 前身の「大阪心斎橋店」は、東京・日本橋店に次ぐ2号店として1871年に開業した。2005年9月、そごう心斎橋本店の再開に合わせて移転し「大阪心斎橋そごう店」として増床オープン。美術書や洋書などの専門書を手厚く揃えていたほか、高級文具などを扱い、熟年層向けに専門性の高いテナントを集めた「心祭橋筋商店街」（そごう心斎橋本店11、12階）の中核となっていた。撤退理由は明らかにされていないが、顧客対象を絞った品ぞろえのため、百貨店の上層階では計画通りの集客ができなかったものとみられ、前身の「大阪心斎橋店」から続く136年の歴史に幕を閉じた。撤退後の同年9月2日、後継店舗として三省堂書店が出店したが、そごう心斎橋本店の閉店に伴い、同時に閉店となっている。

## 不祥事
国立新美術館から受注した資料閲覧室の運営業務を開始直前（2013年3月29日）に辞退し、同館を運営する独立行政法人国立美術館から書籍購入などの取引を4カ月間停止されていた。

## その他
ハヤシライスの名前の由来の諸説のひとつとして、丸善創業者の早矢仕有的だという説がある。これに関連して、丸善では旧:日本橋本店屋上にあった「丸善レストラン」（以前の名称はゴルファーズ・スナック、通称スナック）のメニューにハヤシライスがあり、現在は丸の内本店4F、日本橋店3Fなどで「ハヤシビーフ」、「ハヤシポーク」などを丸善ブランド「厨房楽（ちゅうぼうがく）」で販売している。